# PHP-GTK
PHP-GTK – rozszerzenie PHP umożliwiające tworzenie programów komputerowych posiadających graficzny interfejs użytkownika oparty na bibliotece GTK+. Rozszerzenie dostępne jest na licencji LGPL.
Zostało stworzone przez Andreja Zmievskiego.
PHP-GTK było wykorzystywane do tworzenia graficznych narzędzi konfiguracyjnych przez developerów polskiej dystrybucji Linuksa KateOS.

## Historia
Pierwsza wersja PHP-GTK – 0.0.1 Genesis – wydana 1 marca 2001, została w całości napisana przez Andreja Zmievskiego. Począwszy od wersji 0.0.3 slow glass do rozwijania rozszerzenia zaczęli przyłączać się inni programiści. Najnowsza wersja rozszerzenia to 2.0.1 you knew this was coming, wydana 16 maja 2008.
28 maja 2009 twórcy PHP-GTK zdementowali pogłoski o śmierci projektu. Stwierdzili, że brak nowych wersji spowodowany jest oczekiwaniem na wydanie PHP 5.3 i nowej wersji biblioteki Cairo.
25 maja 2010 Mark Skilbeck na liście mailingowej dotyczącej rozwoju rozszerzenia napisał, że PHP-GTK jest nadal rozwijane i najnowsza wersja testowa dostępna jest w Subversion.

### Historia wydań
| Wersja     | Nazwa kodowa                 | Data wydania         | Najważniejsze zmiany |
| ---------- | ---------------------------- | -------------------- | --- |
| 0.0.1      | Genesis                      | 1 marca 2001         | Wydanie pierwsze |
| 0.0.2      | primordial nucleosynthesis   | 7 marca 2001         | - Większe pokrycie API GTK+ - Poprawki błędów |
| 0.0.3      | slow glass                   | 20 marca 2001        | - Większe pokrycie API GTK+ - Poprawki błędów - Obsługa Libglade |
| 0.0.4      | indistinguishable from magic | 5 maja 2001          | - Większe pokrycie API GTK+ - Poprawki błędów - Poprawa szybkości działania i zmniejszenie zapotrzebowania na pamięć operacyjną |
| 0.1        | the void which binds         | 1 sierpnia 2001      | - Większe pokrycie API GTK+ - Dodanie stałych Gdk::Keysyms - Obsługa akcji przeciągnij i upuść - Poprawki błędów |
| 0.1.1      | no-holds-barred memento      | 24 września 2001     | - Większe pokrycie API GTK+ - Obsługa widżetu GtkScintilla - Poprawki błędów |
| 0.5.0      | monday starts on saturday    | 24 stycznia 2002     | - Większe pokrycie API GTK+ - Dodanie możliwości budowania rozszerzeń linkowanych dynamicznie - Libglade działa teraz na platformie Windows |
| 0.5.1      | hardboiled wonderland        | 26 kwietnia 2002     | Poprawki błędów i drobne udoskonalenia |
| 0.5.2      | Bass does a body good        | 1 listopada 2002     | - Większe pokrycie API GTK+ - Poprawki błędów |
| 1.0.0      | mountain view special        | 23 października 2003 | - Większe pokrycie API GTK+ - Dodanie widżetów GtkScintilla, GtkComboButton, GtkSpaned i GtkScrollpane w Windows - Poprawki błędów |
| 1.0.1      | you thought we were done?    | 9 sierpnia 2004      | - Większe pokrycie API GTK+ - Poprawki błędów |
| 2.0.0alpha | renaissance redux            | 15 lipca 2006        | Pierwsza wersja testowa nowej architektury. |
| 2.0.0beta  | extension extravaganza       | 17 czerwca 2007      | - Większe pokrycie API GTK+ - Obsługa GTK+ 2.8 i 2.10 - Obsługa schowka - Obsługa "przeciągnij i upuść" w obiekcie GtkTreeView - Rozszerzenia: GtkExtra, GtkHTML3, Libsexy i Scintilla dla systemów *nix i Windows; GtkSpell dla *nix; GtkSourceView dla Windows - Poprawki błędów |
| 2.0.0      | leap day special             | 29 lutego 2008       | - Większe pokrycie API GTK+ - Obsługa GTK+ 2.12 |
| 2.0.1      | you knew this was coming     | 16 maja 2008         | - Obsługa widżetu GtkBuilder - Obsługa podpowiedzi API GTK+ 2.12 - Obsługa nowych właściwości PHP 5.3+ - Poprawki błędów |
| ?          | ?                            | ?                    | - Obsługa GTK+ 2.14 i 2.16, Cairo oraz PHP 5.3 - Oficjalny instalator dla systemów: Windows i Mac OS X oraz skrypt instalujący dla dystrybucji Linuksa |

## Przykładowy kod
```
<?php

$window
 
=
 
new
 
GtkWindow
();

$window
->
set_title
(
"Hello"
);

$window
->
connect_simple
(
'destroy'
,
 
array
(
'gtk'
,
 
'main_quit'
));

$text
 
=
 
new
 
GtkLabel
(
"World"
);

$window
->
add
(
$text
);

$window
->
show_all
();

Gtk
::
main
();

?>

```

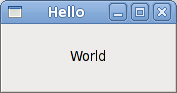
Efekt działania programu

Na początku tworzone jest okno, po czym ustawiany jest jego tytuł – "Hello". Do okna dodawany jest sygnał dzięki któremu po zamknięciu okna program przestanie się wykonywać. Następnie jest tworzona i dodawana do okna etykieta z tekstem "World". Okno zostaje wywołane i ukazuje się użytkownikowi.